# Flughafen Khulna

i8
i11
i13
Der Khan Jahan Ali Airport, Khulna (bengalisch খান জাহান আলী বিমানবন্দর, englisch Khan Jahan Ali Airport) ist ein geplanter Flughafen in Bagerhat, Bangladesch. Da es sehr nahe an Khulna liegt, war geplant, hauptsächlich die Stadt Khulna zu bedienen. Es ist ungewiss, ob das Projekt abgeschlossen werden wird, da seit Beginn des Projekts im Jahr 1996 keine Arbeiten durchgeführt wurden, als nach dem Erwerb des Landes und der Auffüllung der Erde die Mittel knapp wurden. Der noch unvollendete Flugplatz soll aus einem kleinen Terminal, zwei miteinander verbundenen Rollbahnen und einer Nord-Süd-Landebahn mit Wendepunkten an beiden Enden bestehen.
Khan Jahan Ali (* um 1380; † 25. Oktober 1459) war ein türkischstämmiger Heerführer.